# 田市镇 (仙居县)
田市镇是中国浙江省仙居县所辖的一个镇。面积92.79平方千米，人口2.73万人。邮编：317318。

## 历史沿革
1950年建田市乡，1958年改管理区，1961年建公社，1984年改乡，1990年改镇，1992年李宅乡并入。

## 行政区划
下辖以下地区：
田市上街村、田市下街村、岩塔头村、新屋村、田垟湖村、水各村、后胡村、上溪村、田头项村、吴桥上村、吴桥下村、大溪陈村、东山溪村、东周村、上新屋村、桧树村、东园村、下加庄村、官岭坑村、前溪村、垟岙村、水口山村、蔡坎头村、下罗村、后汪村、潘岩坦村、高岭口村、大市岙村、陈坦头村、罗鸟头村、西溪村、李西山村、李宅村、裘山村、徐山村、官田坑村、街下村、谷岙村、里坎头村、丁步头村、王山村、柯思上宅村、柯思下宅村、塘员村、东岸溪村、柯西山村、叶山村、碗厂村、下曹村、前坑村、公盂村、九江村、陈毛坑村、苍山村和后项村。

## 中国传统村落
李宅村获评“中国传统村落”。